# 太りっこ競争
『太りっこ競争』（ふとりっこきょうそう、原題：King-Size Canary, 公開：1947年12月6日）は、アメリカ合衆国の映画会社メトロ・ゴールドウィン・メイヤー (MGM) に所属していたアニメーターのテックス・アヴェリーによる作品のひとつ。

## スタッフ
- 監督 - テックス・アヴェリー
- 制作総括 - フレッド・クインビー
- アニメーション制作 - レイ・エイブラムズ、ロバート・ベントレー、ウォルター・クリントン
- 脚本 - ヘック・アレン
- 音楽 - スコット・ブラッドリー

## 内容
腹ペコの野良猫が民家に忍び入る。鳥籠に入っている1羽のカナリアを奪って食べようとするが、小さく痩せていて食用にならない。そこで栄養剤を飲ませて太らせて食べようとしたところ、大きくなり過ぎてカナリアからやられてしまう。そこで猫が栄養剤を飲み、カナリアより大きくなって反撃。ネズミやブルドッグも登場し、栄養剤を飲んでの巨大化競争とドタバタ劇が繰り広げられる。最後は猫とネズミの対決となるが、気がついたら2匹は地球サイズになっている。
米ソの冷戦による各国の軍備拡張を連想させるような内容でもある。

## 登場するキャラクター
- 野良猫
空腹で民家に忍び寄り、食糧を得ようとするが、1本の栄養剤が騒動の元となる。
- ネズミ、カナリア、ブルドッグ
栄養剤で巨大になりながらドタバタ劇を繰り広げる。

## 日本でのTV放映
『新トムとジェリー』の短編に挟まれ「真ん中の作品」のひとつとして放映されていた。英語版では台詞があまりなかったが、日本で放映された時は口が動いていない場面にも台詞が入っている。その頃オイルショック真っ只中だったからか、1947年の作品にもかかわらず、語りに「石油ショック」が入っていた。ちなみに登場したカナリアは胃潰瘍の持病を持つ。